# Governo Rutte IV
Il Governo Rutte IV (in lingua nederlandese: Kabinet-Rutte IV) è stato dal 10 gennaio 2022 al 2 luglio 2024 (sebbene dimissionario dall’8 luglio 2023), il settantunesimo Governo dei Paesi Bassi, presieduto dal primo ministro Mark Rutte.
Si trattava di un esecutivo di centro basato esattamente sull’appoggio degli stessi partiti che hanno appoggiato il precedente governo Rutte, ovvero i liberali del Partito Popolare per la Libertà e la Democrazia del premier Rutte, i liberali progressisti del Democratici 66, i cristiano democratici dell'Appello Cristiano Democratico e i calvinisti dell'Unione Cristiana.

## Storia

### Le trattative per la formazione del nuovo governo
L'accordo per la formazione del nuovo governo è stato trovato 271 giorni dopo le elezioni del marzo 2021, che avevano visto la quarta vittoria per i liberali del premier Rutte, ma anche l’ascesa dei liberali progressisti del Democratici 66 che, divenuti il secondo partito più grande dei Paesi Bassi, hanno avuto un ruolo cruciale nelle negoziazioni per impostare il governo su posizioni meno frugali (rispetto ai precedenti governi guidati dal premier Rutte) e più rivolte verso investimenti sociali ed ambientali.
Dopo dieci mesi di trattative, il premier Rutte ha così trovato l'accordo con tre partiti, formando una coalizione di centro composta da:
- Partito Popolare per la Libertà e la Democrazia, liberali ed europeisti, di centro-destra;
- Appello Cristiano Democratico, cristiani-democratici, di centro/centro-destra;
- Democratici 66, socioliberali, di centro;
- Unione Cristiana, calvinisti, di centro.

Il governo è composto da 20 ministri e 9 segretari di stato, per un totale di 29 membri di cui 12 sono donne.

### Dimissioni
L’8 luglio 2023, in seguito a numerosi ed infruttuosi colloqui, culminati in dispute, con i partiti facenti parte del governo, riguardo al tema dell’immigrazione e dell’asilo politico, il Ministro-presidente dei Paesi Bassi Mark Rutte rassegna le proprie dimissioni e quelle del governo da lui presieduto nelle mani del sovrano Guglielmo Alessandro, annunciando contestualmente l’indizione di nuove elezioni per la fine del 2023. Il Re, quindi, a seguito di un colloquio, invita il capo del governo a rimanere in carica per il disbrigo degli affari correnti ed urgenti.
Il 2 luglio 2024 è stato sostituito dal Governo Schoof.

## Situazione parlamentare
| Camera       | Collocazione | Partiti | Seggi    |
| ------------ | ------------ | --- | -------- |
| Tweede Kamer | Maggioranza  | VVD (34), D66 (24), CDA (15), CU (5)                                                                                                 | 78 / 150 |
| Tweede Kamer | Opposizione  | PVV (17), SP (9), PvdA (9), GL (8), FvD (5), PvdD (6), VOLT (2), IND (4), JA21 (3), SGP (3), DENK (2), 50PLUS (1), BBB (1), BIJ1 (1) | 72 / 150 |

## Composizione
Partito Popolare per la Libertà e la Democrazia (VVD)
     Democratici 66 (D66)
     Appello Cristiano Democratico (CDA)
     Unione Cristiana (CU)

### Cariche o Ministeri
| Carica o ministero | Titolare | Titolare | Titolare                                                                  | Partito |
| --- | -------- | -------- | ------------------------------------------------------------------------- | ------- |
| Ministro-presidente (Affari Generali) |          |          | Mark Rutte                                                                | VVD     |
| Primo Vice Ministro-Presidente |          |          | Sigrid Kaag (fino all’8 gennaio 2024)                                     | D66     |
| Primo Vice Ministro-Presidente |          |          | Rob Jetten (dall’8 gennaio 2024)                                          | D66     |
| Secondo Vice Ministro-Presidente |          |          | Wopke Hoekstra (fino al 1º settembre 2023)                                | CDA     |
| Secondo Vice Ministro-Presidente |          |          | Karien van Gennip (dal 5 settembre 2023)                                  | CDA     |
| Terzo Vice Ministro-Presidente Affari sociali e occupazione (Delega: Politiche sulla povertà, sulla partecipazione e sulle pensioni)                                                                     |          |          | Carola Schouten                                                           | CU      |
| Interno e relazioni con il Regno |          |          | Hanke Bruins Slot (fino al 5 settembre 2023)                              | CDA     |
| Interno e relazioni con il Regno |          |          | Hugo de Jonge (dal 5 settembre 2023)                                      | CDA     |
| Affari esteri |          |          | Wopke Hoekstra (fino al 1º settembre 2023)                                | CDA     |
| Affari esteri |          |          | Liesje Schreinemacher (ad interim) (dal 1º al 5 settembre 2023)           | VVD     |
| Affari esteri |          |          | Hanke Bruins Slot (dal 5 settembre 2023)                                  | CDA     |
| Giustizia e sicurezza |          |          | Dilan Yeşilgöz-Zegerius                                                   | VVD     |
| Finanze |          |          | Sigrid Kaag (fino all’8 gennaio 2024)                                     | D66     |
| Finanze |          |          | Rob Jetten (ad interim) (dall’8 al 12 gennaio 2024)                       | D66     |
| Finanze |          |          | Steven van Weyenberg (dal 12 gennaio 2024)                                | D66     |
| Affari economici e politica del clima |          |          | Micky Adriaansens                                                         | VVD     |
| Difesa |          |          | Kajsa Ollongren                                                           | D66     |
| Salute, benessere e sport |          |          | Ernst Kuipers (fino al 10 gennaio 2024)                                   | D66     |
| Salute, benessere e sport |          |          | Conny Helder (dal 10 gennaio 2024)                                        | D66     |
| Affari sociali e occupazione |          |          | Karien van Gennip                                                         | CDA     |
| Istruzione, cultura e scienza |          |          | Robbert Dijkgraaf                                                         | D66     |
| Infrastrutture e gestione delle risorse idriche |          |          | Mark Harbers                                                              | VVD     |
| Agricoltura, natura e qualità degli alimenti |          |          | Henk Staghouwer (fino al 5 settembre 2022)                                | CU      |
| Agricoltura, natura e qualità degli alimenti |          |          | Carola Schouten (ad interim) (dal 5 settembre al 4 ottobre 2022)          | CU      |
| Agricoltura, natura e qualità degli alimenti |          |          | Piet Adema (dal 4 ottobre 2022)                                           | CU      |
| Cariche, Ministeri e Deleghe senza portafoglio |          |          |                                                                           |         |
| Interno e relazioni con il Regno (Delega: Edilizia residenziale pubblica e pianificazione del territorio)                                                                                                |          |          | Hugo de Jonge (fino al 5 settembre 2023)                                  | CDA     |
| Affari esteri (Delega: Commercio ed esportazioni e cooperazione allo sviluppo) |          |          | Liesje Schreinemacher (fino al 4 dicembre 2023)                           | VVD     |
| Affari esteri (Delega: Commercio ed esportazioni e cooperazione allo sviluppo) |          |          | Geoffrey van Leeuwen (ad interim) (dal 4 dicembre 2023 al 15 aprile 2024) | VVD     |
| Affari esteri (Delega: Commercio ed esportazioni e cooperazione allo sviluppo) |          |          | Liesje Schreinemacher (dal 15 aprile 2024)                                | VVD     |
| Giustizia e sicurezza (Delega: Procuratore pubblico, civil law, diritto di proprietà, diritti delle vittime, riforma giudiziaria, giustizia giovanile, penitenziari, recupero crediti e gioco d'azzardo) |          |          | Franc Weerwind                                                            | D66     |
| Affari economici e politica climatica (Delega: Politica climatica, ambiente, energia, nucleare ed energie rinnovabili)                                                                                   |          |          | Rob Jetten                                                                | D66     |
| Salute, benessere e sport (Delega: Cure mediche) |          |          | Conny Helder (fino al 10 gennaio 2024)                                    | VVD     |
| Salute, benessere e sport (Delega: Cure mediche) |          |          | Pia Dijkstra (dal 2 febbraio 2024)                                        | VVD     |
| Istruzione, cultura e scienza (Delega: Istruzione primaria, istruzione secondaria, pedagogia speciale, asili e media)                                                                                    |          |          | Dennis Wiersma (fino al 22 giugno 2023)                                   | VVD     |
| Istruzione, cultura e scienza (Delega: Istruzione primaria, istruzione secondaria, pedagogia speciale, asili e media)                                                                                    |          |          | Mariëlle Paul (dal 21 luglio 2023)                                        | VVD     |
| Agricoltura, natura e qualità degli alimenti (Delega: Conservazione della natura e politica dell’azoto)                                                                                                  |          |          | Christianne van der Wal                                                   | VVD     |

### Segretari di Stato
| Carica o ministero | Titolare | Titolare | Titolare                                                      | Partito |
| --- | -------- | -------- | ------------------------------------------------------------- | ------- |
| Interno e relazioni con il regno - Relazioni con il regno, i comuni e le province e governo digitale                               |          |          | Alexandra van Huffelen                                        | D66     |
| Finanze - Politica fiscale, tasse e bilancio del governo                                                                           |          |          | Marnix van Rij                                                | CDA     |
| Finanze - Dogane e benefici sociali                                                                                                |          |          | Aukje de Vries                                                | VVD     |
| Giustizia e sicurezza - Immigrazione e asilo politico, integrazione e minoranze                                                    |          |          | Eric van der Burg                                             | VVD     |
| Affari economici e politica climatica - Estrazione                                                                                 |          |          | Hans Vijlbrief                                                | D66     |
| Difesa - Risorse umane, amministrazione militare ed equipaggiamento                                                                |          |          | Christophe van der Maat                                       | VVD     |
| Salute, benessere e sport - Cura dei giovani e prevenzione della salute                                                            |          |          | Maarten van Ooijen                                            | CU      |
| Istruzione, cultura e scienza - Cultura, media e arte                                                                              |          |          | Gunay Uslu (fino al 1º dicembre 2023)                         | D66     |
| Istruzione, cultura e scienza - Cultura, media e arte                                                                              |          |          | Steven van Weyenberg (dal 6 dicembre 2023 al 12 gennaio 2024) | D66     |
| Istruzione, cultura e scienza - Cultura, media e arte                                                                              |          |          | Fleur Gräper (dal 12 gennaio 2024)                            | D66     |
| Infrastrutture e gestione delle risorse idriche - Aviazione, gestione delle acque, politica ambientale e previsioni meteorologiche |          |          | Vivianne Heijnen (fino al 24 maggio 2024)                     | CDA     |

### Esplicative
1. ↑  Viene riportata la situazione parlamentare solo di questa camera (e non anche della Eerste Kamer) poiché solo quest'ultima ha il potere di controllare il rapporto di fiducia con l'esecutivo.

### Bibliografiche
1. ↑   Il vecchio-nuovo governo Rutte e l’ascesa dei Democraten 66 nei Paesi Bassi, su linkiesta.it.
2. ↑   Olanda, nasce governo Rutte 271 giorni dopo le elezioni, su corriere.it.
3. ↑   Governo dimissionario e Covid: il Prinsjesdag 2022 (finanziaria) sarà “light”, su 31mag.nl.
4. ↑   Olanda. Rutte al quarto mandato, ma la sorpresa è Sigrid Kaag, su rainews.it.
5. ↑   Crisi di governo in Olanda, il primo ministro Rutte annuncia le dimissioni, SkyTG24, 7 luglio 2023.
6. ↑   È caduto il governo dei Paesi Bassi, Il Post, 8 luglio 2023.
7. ↑  (NL, EN) Ministerie van Algemene Zaken (Ministry of General Affairs - Ministero degli Affari Generali), Minister-president Rutte biedt ontslag aan van kabinet - Prime Minister Rutte tenders government’s resignation [Il Primo Ministro Rutte porge le dimissioni del governo], su government.nl, 8 luglio 2023.
8. 1 2  Per via della maternità della ministra.
9. ↑  Fino al 2 febbraio 2024, “Medicina di comunità, cure a lungo termine e sport”.
10. ↑  Autorizzata ad utilizzare il titolo di “Ministra per la Digitalizzazione” negli affari esteri
11. ↑  Autorizzato ad utilizzare il titolo di “Ministro per la Migrazione” negli affari esteri
12. ↑  Sostituito temporaneamente da Christophe van der Maat, durante il periodo dal 30 ottobre 2022 al 24 novembre 2023, per motivi di salute.
13. ↑  Autorizzata ad utilizzare il titolo di “Ministra per l’Ambiente” negli affari esteri